# Верхний Сусальный переулок
Ве́рхний Суса́льный переулок — улица в центре Москвы в Басманном районе между 1-м Сыромятническим переулком и Верхней Сыромятнической улицей.

## Происхождение названия
Назван в XIX веке по находившейся здесь фабрике, изготовлявшей сусальное золото. Верхний — в отличие от Нижнего Сусального переулка, с которым он одно время составлял единое целое, называвшееся Никольской улицей — по приделу Николая Чудотворца церкви Спаса Нерукотворного Образа. Впоследствии эта улица была разрезана путями Московско-Курской железной дороги.

## Описание
Верхний Сусальный переулок начинается от 1-го Сыромятнического переулка чуть южнее перронов Курского вокзала и проходит на юг до Верхней Сыромятнической улицы.

## Здания и сооружения
По нечётной стороне:
По чётной стороне:
- Дом 4/6 — трамвайная электроподстанция, бывшая Курская тяговая подстанция. Построена в 1930 году.